# Johann Karl Simon Morgenstern
Johann Karl Simon Morgenstern (ur. 28 sierpnia 1770 w Magdeburgu, zm. 3 września?/15 września 1852 w Dorpacie) – niemiecki filozof i filolog klasyczny.

## Życiorys
Od roku 1788 studiował filozofię i filologię w Halle. W 1794 roku obronił doktorat z filozofii. W 1797 został profesorem w Halle. Od roku 1798 uczył w gdańskim Atheneum a od 1802 na nowo powstałym uniwersytecie w Dorpacie. W 1833 przeszedł na emeryturę, lecz nadal prowadził wykłady.